# Tallinner Rathaus
Koordinaten: 59° 26′ 13,5″ N, 24° 44′ 43,7″ O

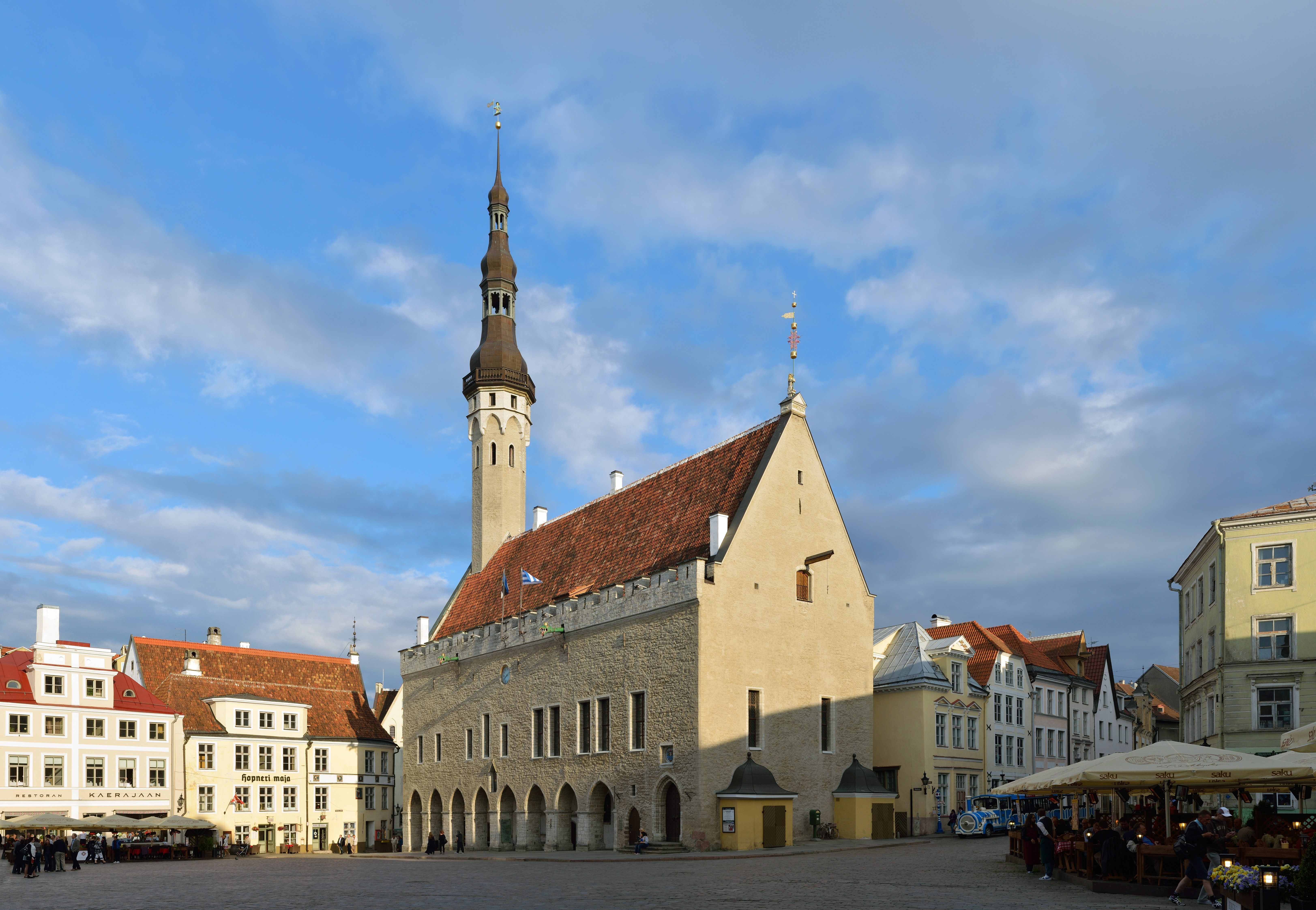
Das Rathaus von Tallinn

Das Tallinner Rathaus (estnisch Tallinna raekoda) ist eines der Wahrzeichen der estnischen Hauptstadt Tallinn. Es bildet das Zentrum der Altstadt, die zum UNESCO-Weltkulturerbe gehört.

## Geschichte

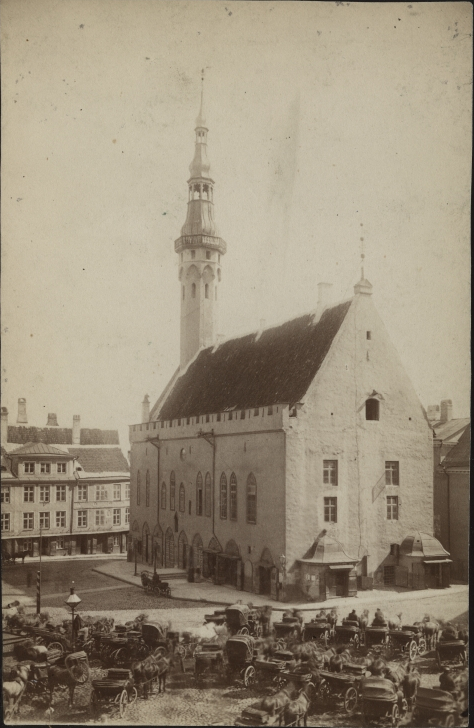
Das Rathaus auf einer Aufnahme Ende des 19. Jahrhunderts

Über die Lage und das Aussehen des ersten Rathauses in Tallinn gibt es nur Vermutungen. Ein Stadtrat bestand seit dem 13. Jahrhundert. Die Existenz eines Rathauses (consistorium) wird allerdings erst 1322 urkundlich erwähnt. An heutiger Stelle und in seiner jetzigen Form entstand das Rathaus zwischen 1402 und 1404. Es ist das einzige erhaltene Rathaus im gotischen Stil in Nordeuropa. Der Stadtrat Tallinns leitete von dort bis 1970 die Geschicke der Stadt, bevor er in ein modernes Gebäude umzog.

## Beschreibung

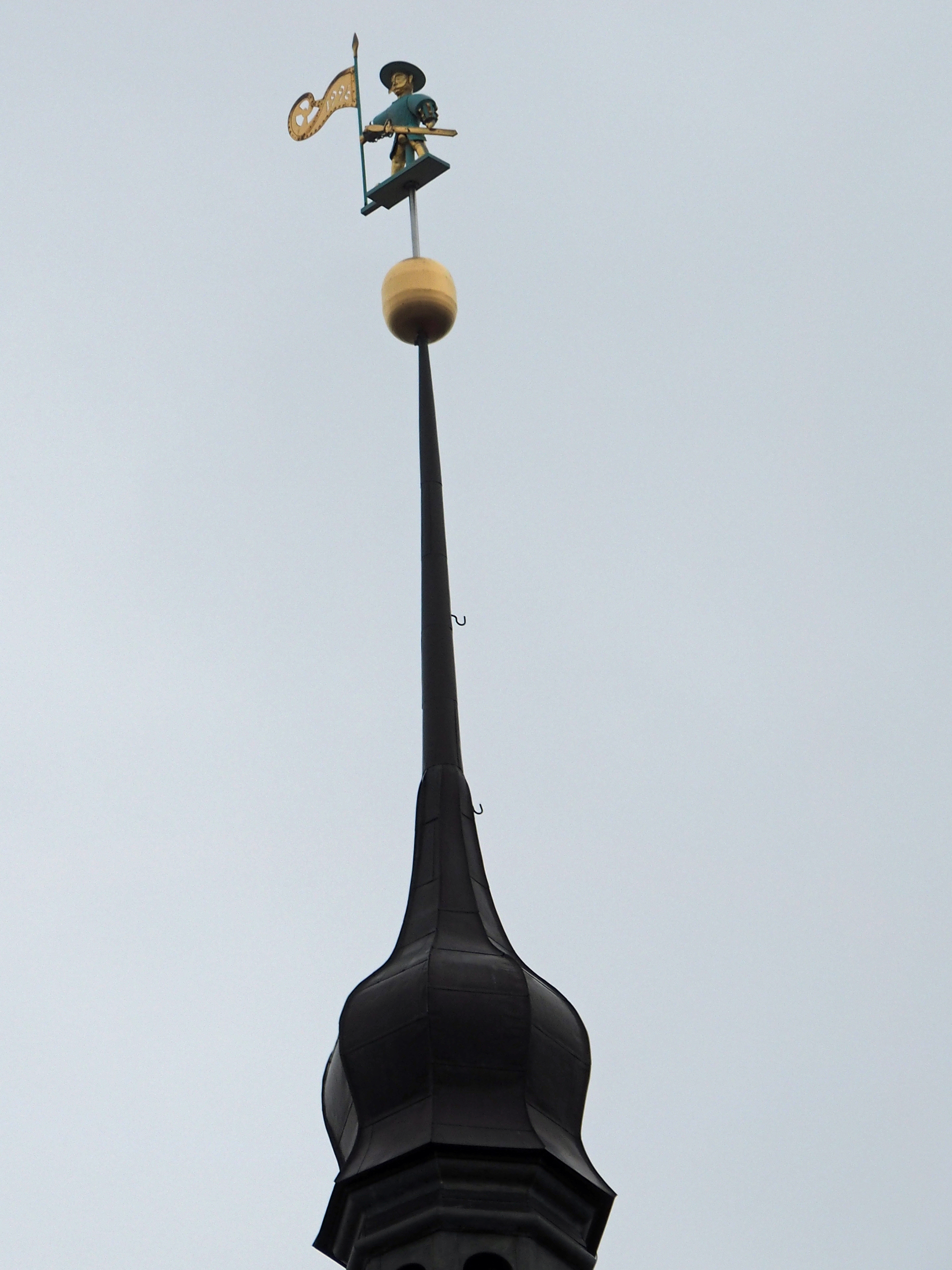
Der „Alte Thomas“ auf der Rathaus Turmspitze

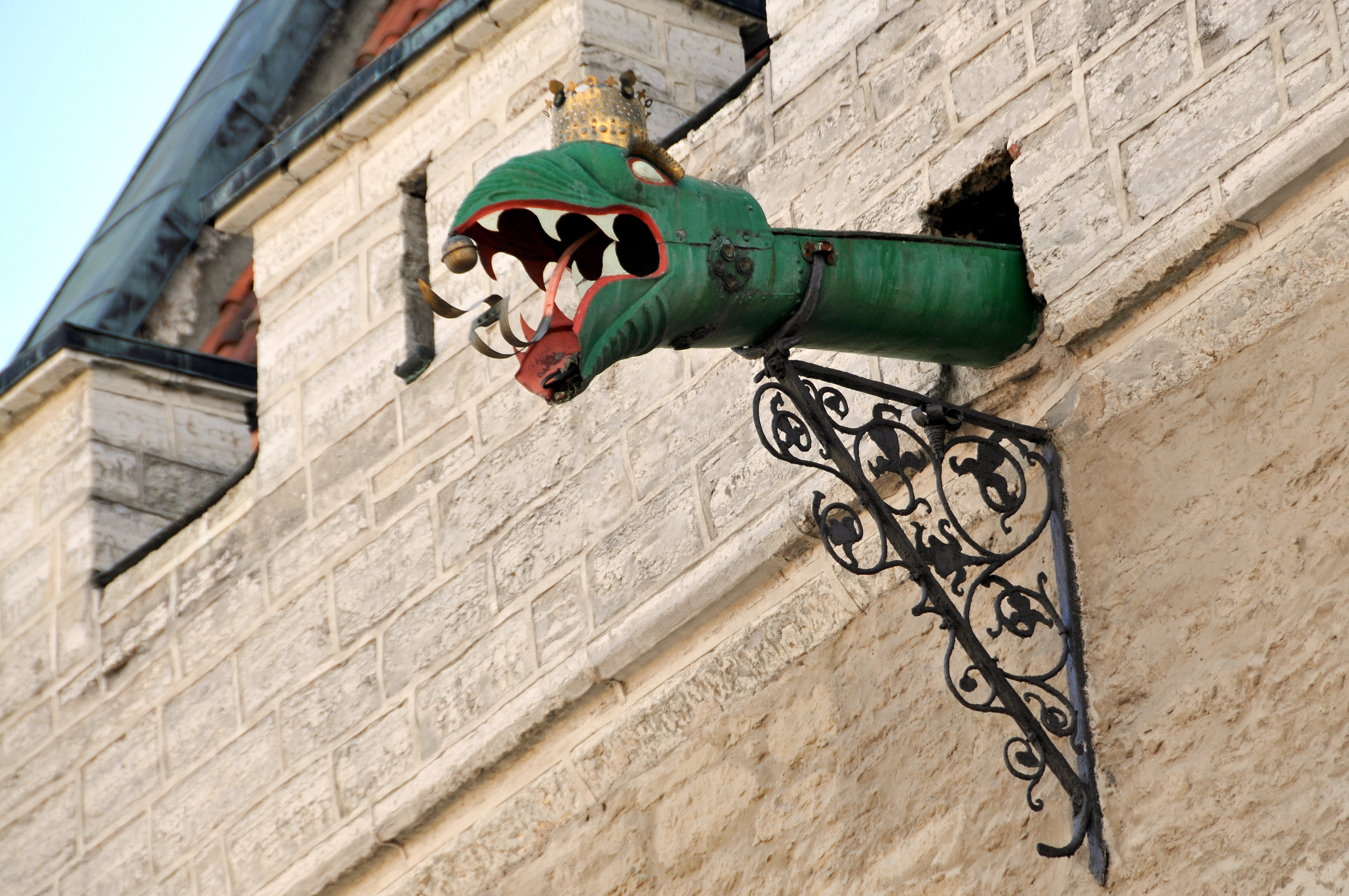
Einer der beiden Wasserspeier in Form eines Drachenkopfes

Der wuchtige, zweigeschossige Bau ist noch ganz dem spätgotischen Stil des Mittelalters verpflichtet. Die am Rathausplatz liegende Hauptfassade wird von einem Zinnenkranz bekrönt. An ihr sind zwei Wasserspeier in Form von Drachenköpfen angebracht. Die Arbeiten aus dem Jahr 1627 stammen von dem Kupferschmied Daniel Pöppel.
An der Ostseite befindet sich ein schlanker, achteckiger Turm. Seiner Spitze wurde 1628 ein Turmhelm im Stil der Spätrenaissance aufgesetzt. Auf der Turmspitze befindet sich seit 1530 die berühmteste Wetterfahne Tallinns, der „Alte Thomas“ (Vana Toomas). Die Figur, die früher vergoldet war, stellt einen Landsknecht dar, der eine Fahne in der Hand hält. Im 64 m hohen Turm ist eine der ältesten Glocken des Baltikums angebracht, die früher als Brandalarm der Stadt diente.
Das Erdgeschoss des Rathauses wird beherrscht durch einen achtjochigen Bogengang, der sich zum Rathausplatz öffnet. Er bot Schutz vor Regen oder Schnee, beherbergte in der Geschichte des Rathauses aber auch Buden und Geschäfte. Hinter dem Bogengang befanden sich die Lager- und Kellerräume des Gebäudes sowie das Weinlager des Stadtrates.

## Innenräume

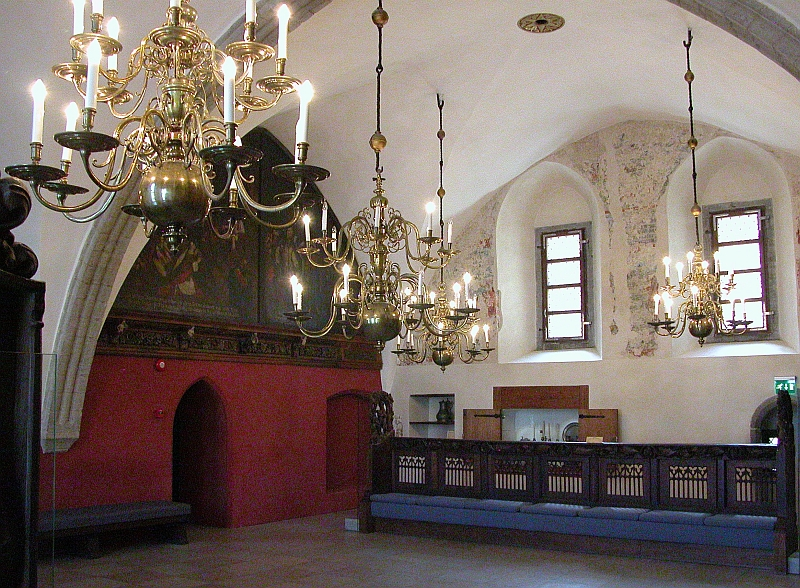
Innenaufnahme

Das Obergeschoss umfasste die eigentlichen Repräsentations- und Sitzungsräume des Rathauses. Über einen Eingang auf der rechten Seite des Gebäudes gelangt man auf einer Steintreppe in den zweischiffigen Bürgersaal (auch „Vorhaus“ genannt). Die Gewölbe ruhen auf schlanken, achtseitigen Säulen. Sie sind mit einem Fischgrätenmuster farbenfroh bemalt. Die historischen Wandteppiche, die 1548 aus Flandern nach Tallinn kamen, befinden sich heute im Stadtmuseum. Zwei von ihnen zeigen Szenen aus dem Leben des Königs Salomo.
Vom Bürgersaal führt eine Tür in den Ratssaal, den historischen Sitzungssaal des Stadtrats von Tallinn. Er entschied bis zum Ende der Hansezeit nach lübischem Recht. Das erhaltene mittelalterliche Ratsgestühl greift in seinem Schnitzwerk Themen aus der mittelalterlichen Literatur sowie christliche Symbolik auf. Auf dem Seitenteil eines Ratsgestühls ist die Darstellung von Tristan und Isolde, die um 1370 entstanden ist. Des Weiteren werden Samsons Kampf mit dem Löwen sowie Samson und Delila dargestellt. Darunter ist ein Bild von Aristoteles mit der Hetäre Phyllis dargestellt, das um 1435 entstand.
Bei der Renovierung im 17. Jahrhundert wurden acht Lünettenbilder mit Textlegenden über biblische Themen angebracht, die der Lübecker Maler Johann Aken 1667 angefertigt hatte. Hinzu kamen ein barocker Fries mit Jagdszenen von dem bekannten Tallinner Kunstschnitzer Elert Thiele (1665/1667) sowie florale und ornamentale Motive aus der Schnitzwerkstatt von Joachim Armbrust (1696).

## Rathausplatz

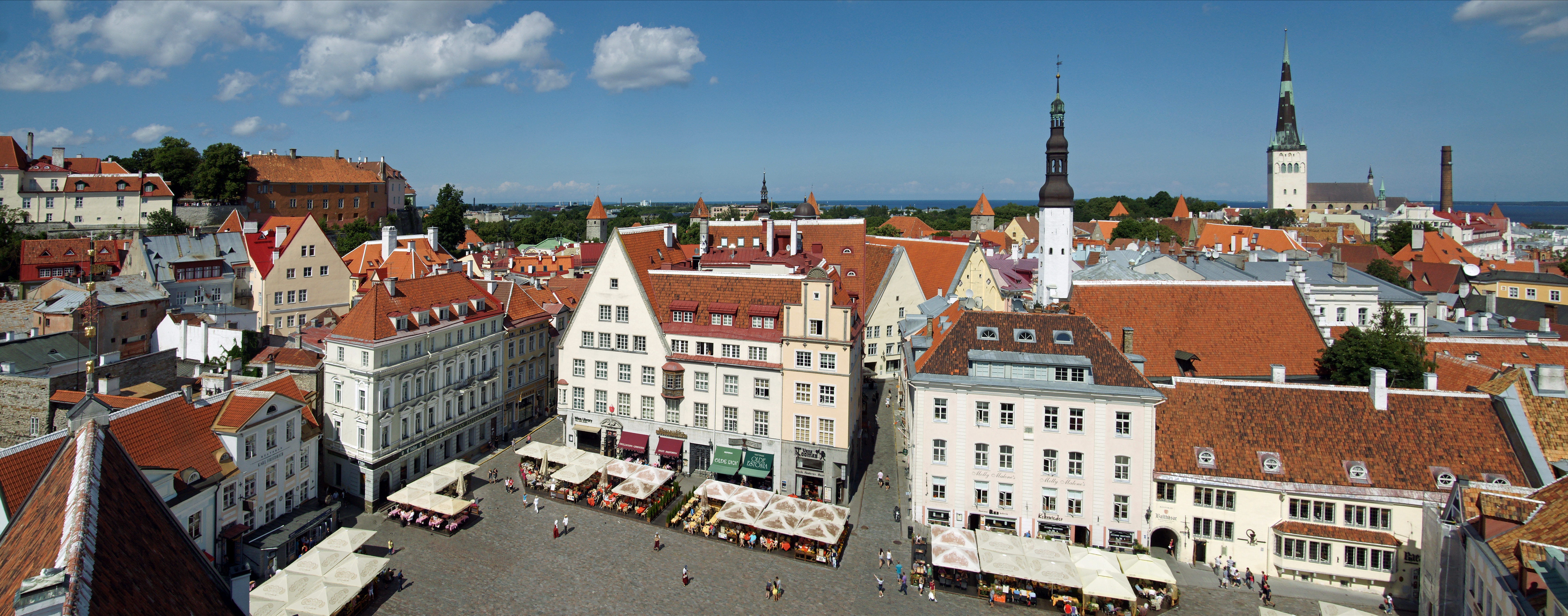
Blick vom Rathausturm auf den Rathausplatz

Der Rathausplatz (Raekoja plats) ist bis heute belebtes Zentrum der Tallinner Altstadt, der sogenannten „Unterstadt“. Bereits im Mittelalter war er Marktplatz und Ort für große Feierlichkeiten wie die Prozessionen der Kaufmannsbrüderschaften, Waffenspiele sowie Karnevals- und Maifeierlichkeiten. Auf dem Rathausplatz stand auch der Pranger der Stadt. Eine Holzfigur des Schnitzmeisters Elert Thiele wurde hier 1664 aufgestellt. Von einem bestimmten Punkt des Rathausplatzes kann man alle fünf Hauptkirchen Tallinns sehen.
Direkt gegenüber dem Rathaus befindet sich die Tallinner Ratsapotheke aus dem 15. Jahrhundert, eine der ältesten Apotheken Europas. Weitere historische Gebäude zeugen vom mittelalterlichen Wohlstand Tallinns, das bereits 1284 der Hanse beigetreten war.

## Galerie

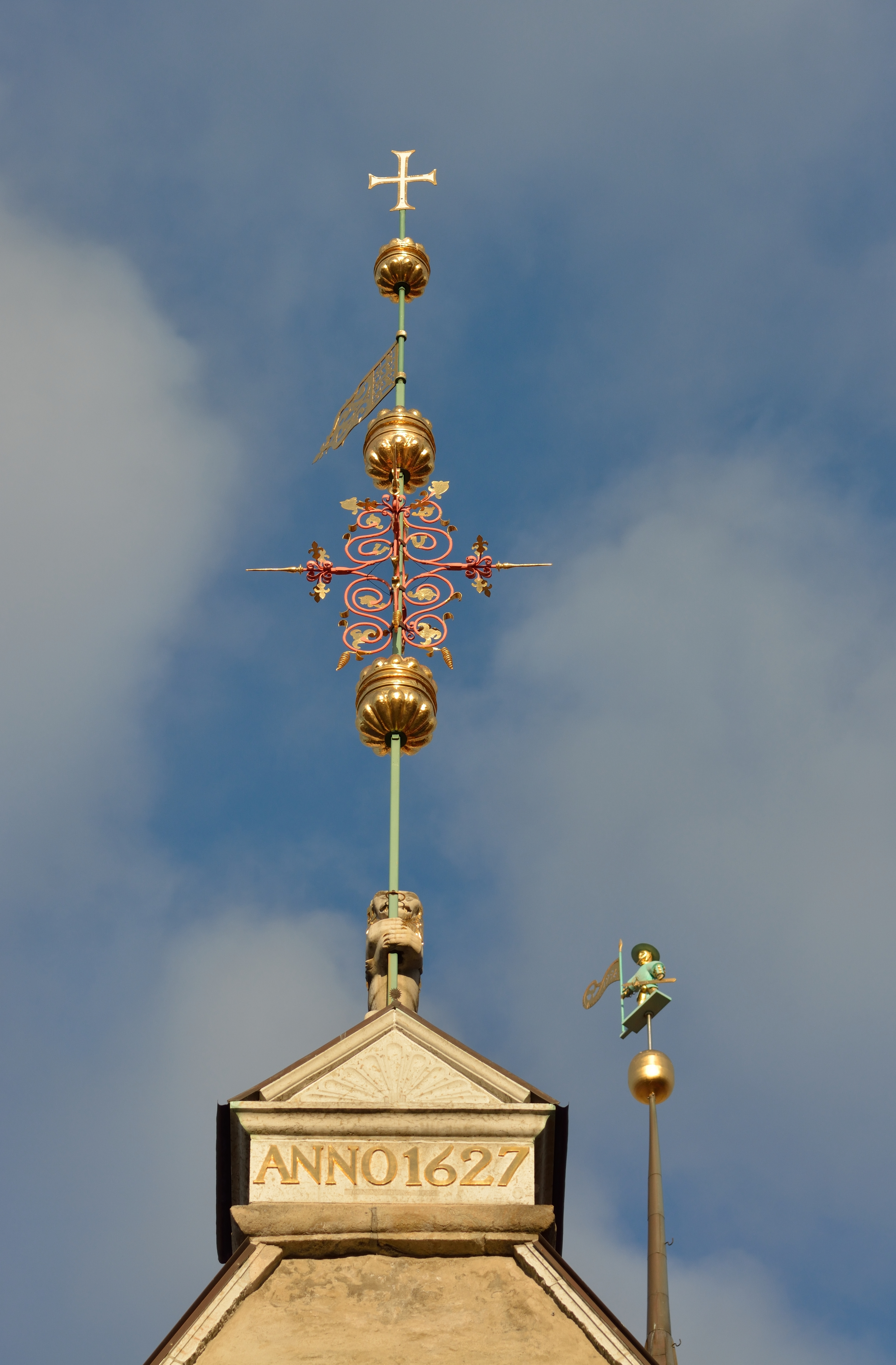
Kreuz im Vordergrund und der Alte Thomas im Hintergrund
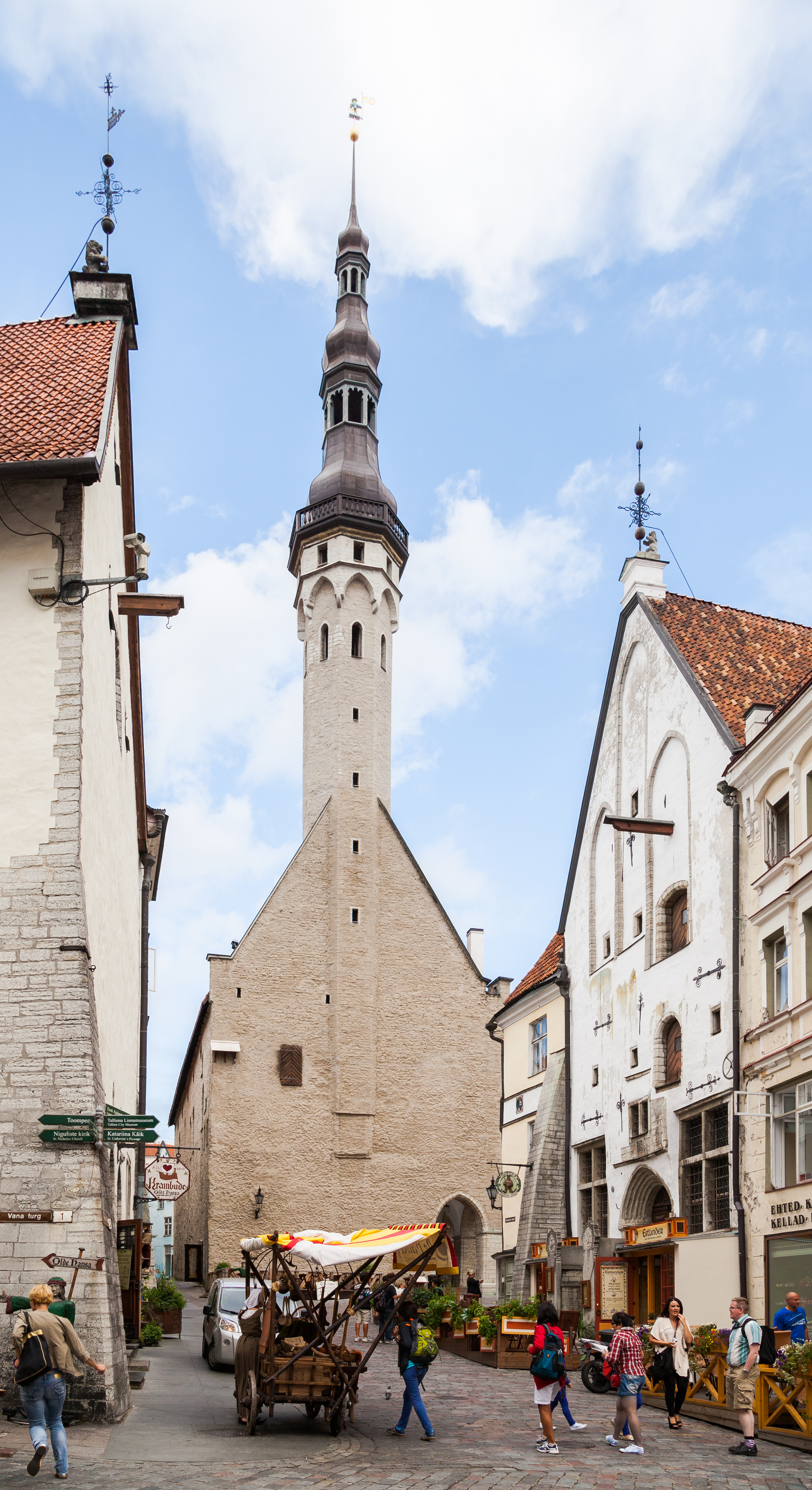
Seitenansicht
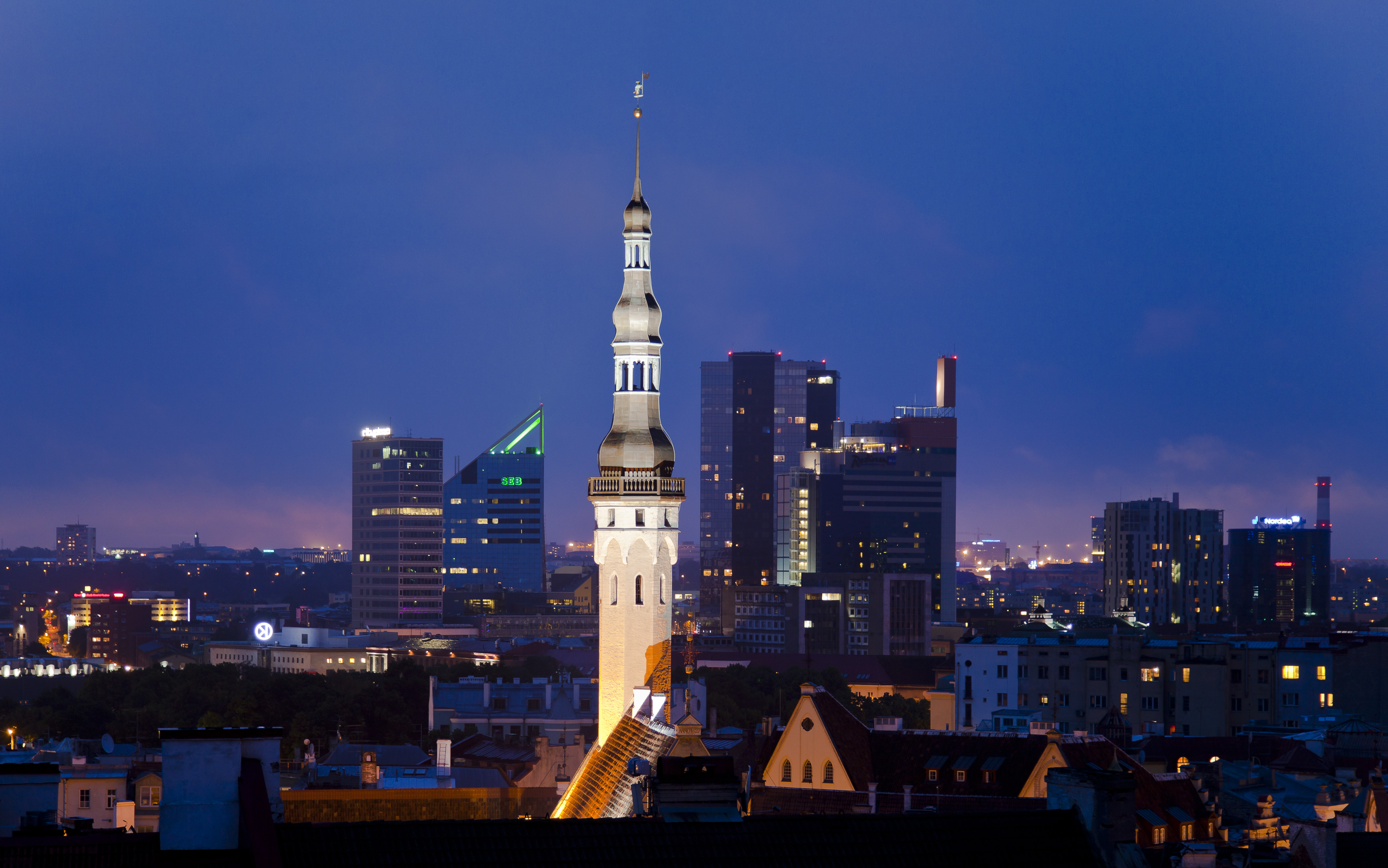
Blick vom Domberg auf das Rathaus bei Nacht
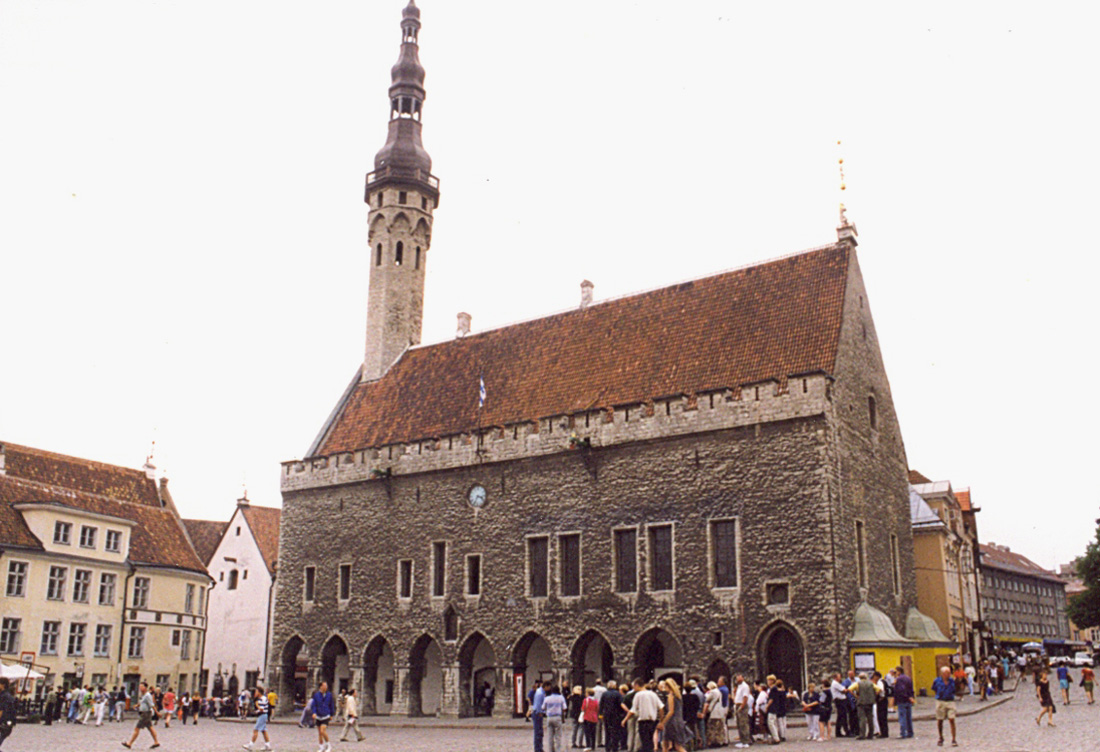
Das Rathaus 1999
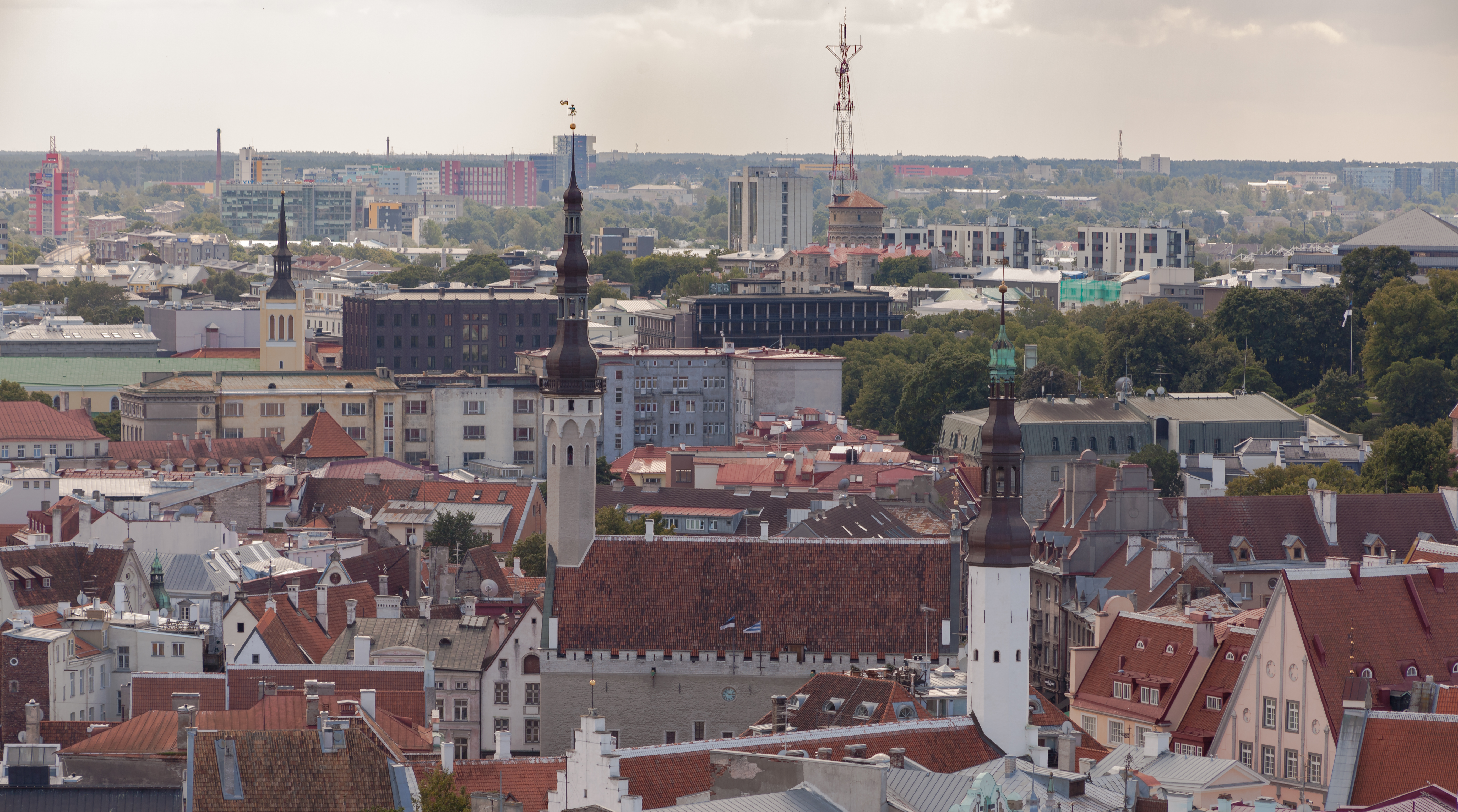
Das Rathaus im städtebaulichen Kontext (Mitte)
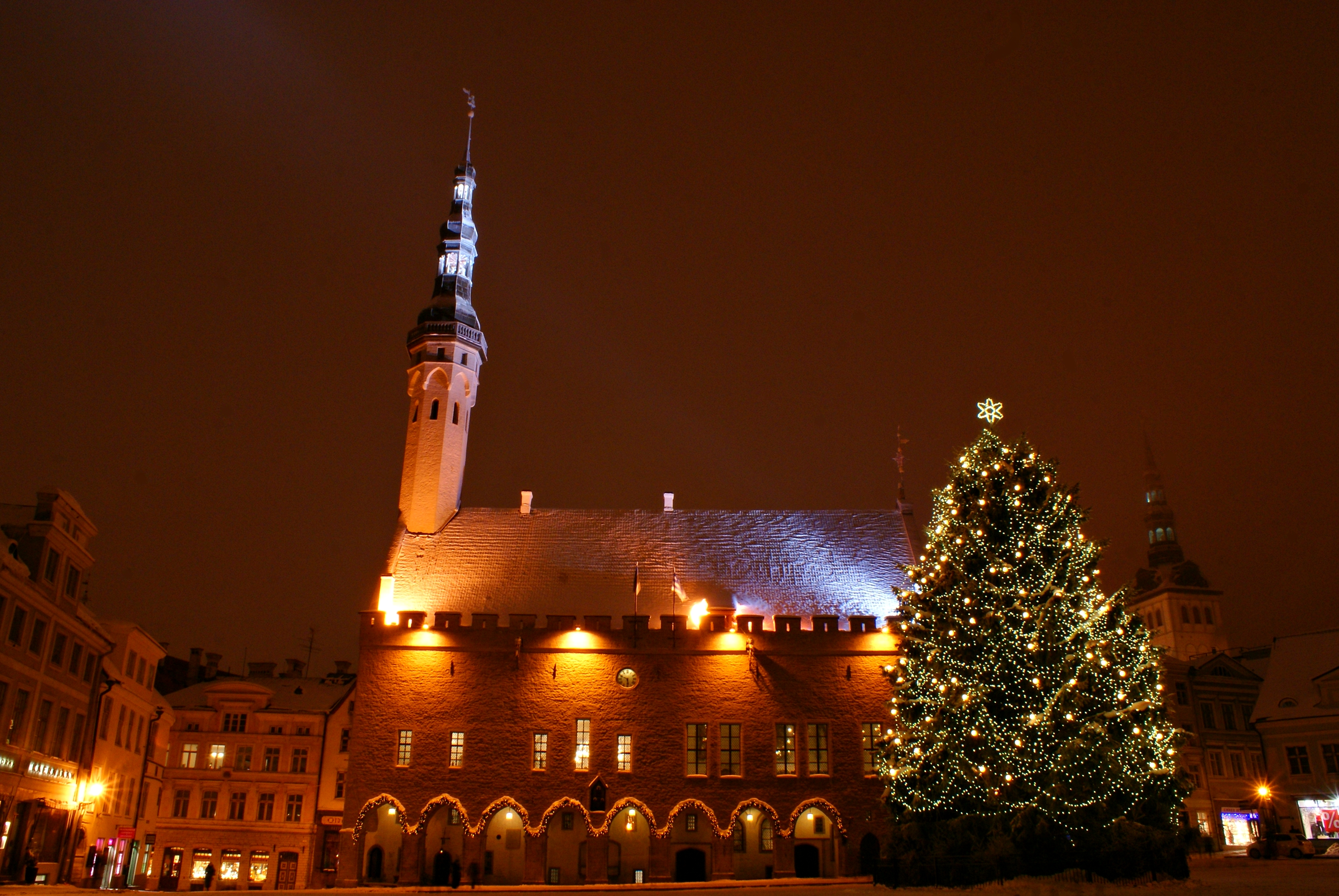
Das Rathaus im Winter